# Siganus doliatus
Siganus doliatus är en art av saltvattensfisk som blev vetenskapligt beskriven 1829–38 av den franska entomologen Félix Édouard Guérin-Méneville. Arten ingår i släktet Siganus i familjen Kaninfiskar (Siganidae), och är nära släkt med Siganus virgatus. Inga underarter finns listade i Catalogue of Life.

## Beskrivning
Siganus doliatus blir som vuxen cirka 25 cm lång. Ryggfenan har tretton hårda taggstrålar och tio mjukstrålar, medan analfenan har sju hårda respektive nio mjuka fenstrålar. De hårda fenstrålarna är kraftiga och därtill giftiga.
Denna fisk är i grunden främst gul, och täckt med ett nätmönster av tunna blå linjer över nästan hela kroppen. Utmed huvudet löper två sneda, mörkt bruna eller svarta ränder. Den ena börjar under munnen och löper sedan genom ögat och upp till nacken, och den andra löper över gällocket och upp mot ryggen.

## Utbredning och biotoper
Arten lever uteslutande i de tropiska regionerna, särskilt i västra Stilla havet. Dess utbredning sträcker sig från östra Indonesien norrut till Palau och Kosrae, och söderut till norra Australien och Tonga. Den lever främst på 2 till 15 meters djup vid korallrev, men även i djupa laguner, särskilt om dessa också omfattar koraller.